# Octarthria innoda
Octarthria innoda är en tvåvingeart som först beskrevs av Hardy 1932.  Octarthria innoda ingår i släktet Octarthria och familjen vapenflugor. Inga underarter finns listade i Catalogue of Life.